# Synetic GmbH
Synetic (Synetic GmbH) — частная компания, специализировавшаяся на разработке компьютерных игр. Была основана в 1996 году и размещалась в городе Гютерсло, Германия. 
Название компании происходит от немецкого слова «synergie» — рус. «синергия», «совместное действие». Основной специализацией было производство игр в жанре автомобильного симулятора.
Наиболее известные проекты — Mercedes-Benz World Racing (2003 год), World Racing 2 (2005 год) и серия игр Alarm for Cobra 11 (с 2006 года).

## Разработанные игры
- 1997 год — Have a N.I.C.E. day! (ПК)[1]

- - 1997 год — Have a N.I.C.E. day! Track Pack (аддон) (ПК)[2]

- 1998 — N.I.C.E. 2 (название в США — Breakneck) (ПК)[3][4]
  - 1999 — N.I.C.E. 2: Tune-Up (аддон) (ПК)[5]
  - 2000 — N.I.C.E. 2: King Size (сборник, который включает в себя оригинальную игру и дополнение) (ПК)[6]

- 2000 — Mercedes-Benz Truck Racing (ПК)[7][8][9][10]

- 2003 — Mercedes-Benz World Racing (ПК, Xbox, PlayStation 2, GameCube)[11][12][13][14][15][16]

- 2005 — World Racing 2 (ПК, Xbox, PlayStation 2)[17][18][19]
  - 2022 — World Racing 2 — Champion Edition (переиздание) (ПК)

- 2006 — Alarm for Cobra 11 — Nitro (ПК)[20][21][22]

- 2007 — Alarm for Cobra 11 — Crash Time (ПК, Xbox 360)[23][24][25]

- 2008 — Alarm for Cobra 11 — Burning Wheels (альт. название — Crash Time II) (ПК, Xbox 360)[26][27][28]

- 2009 — Ferrari Virtual Race (ПК)[29][30][31][32]

- 2009 —  Alarm for Cobra 11 — Highway Nights (Crash Time III) (ПК, Xbox 360)[33][34][35]

- 2010 — Alarm for Cobra 11 — The Syndicate (Crash Time 4: The Syndicate) (ПК, Xbox 360)[36]

- 2012 — Alarm für Cobra 11 — Undercover (Crash Time 5: Undercover) (ПК, Xbox 360, PlayStation 3)
  - 2024 — Crash Time — Undercover (переиздание) (ПК)

- 2014 — Sunny Hillride (ПК, Android, iOS)

## Игровой движок
В своих играх компания Synetic использует игровой движок собственной разработки, который называется 3D Landscape Engine (рус. «Ландшафтный трёхмерный движок»). Данный движок, одной из отличительных характеристик которого — хорошая работа с большими открытыми пространствами, используется начиная с первой игры студии, постоянно дорабатываясь и улучшаясь. Технология поддерживает погодные эффекты, динамические тени, изменяющиеся в зависимости от освещения, шейдерную воду с волнами и светопреломлением, отражения на автомобилях. Система частиц отвечает за визуализацию водных брызг и дорожной пыли. 